# Mathurin Le Gal Lasalle
Pour les articles homonymes, voir Le Gal et Lasalle.
Mathurin Le Gal La Salle né le 20 mars 1814 à Saint-Brieuc (Côtes-du-Nord) et décédé le 24 septembre 1904 à Pléneuf était un homme politique français.

## Mandats
- 1854-1902 : conseiller général du canton de Pléneuf-Val-André
- 1872-1876 : député des Côtes-du-Nord

## Sources
- « Mathurin Le Gal Lasalle », dans Adolphe Robert et Gaston Cougny, Dictionnaire des parlementaires français, Edgar Bourloton, 1889-1891 [détail de l’édition]